# 3 A.M. (película de 2012)
3 A.M. es una película de terror tailandesa dirigida por Patchanon Tummajira, Kirati Nakintanon e Isara Nadee, estrenada el 22 de noviembre de 2012 en Tailandia. La cinta se compone de tres cortos con diferentes historias, unidas por el hecho de que a las tres de la mañana se desatan eventos sobrenaturales.

## Sinopsis

### The Wig
Las hermanas May y Mint están a cargo de un negocio de venta de pelucas. Un día, una clienta le vende una porción de cabello a May. Sin embargo, este hecho desatará una serie de misteriosos y violentos hechos al interior del local.

### Corpse Bride
Tod consigue un nuevo empleo cuidando los cadáveres de una joven pareja de novios, Mike y Cherry, que murieron de forma misteriosa una semana antes de su matrimonio. Tod abre accidentalmente el ataúd de Cherry, desatando toda una serie de eventos sobrenaturales.

### O.T.
Los ejecutivos Karan y Tee se entretienen jugando bromas pesadas a los empleados de su compañía, pero cuando el reloj da las tres de la mañana, los juegos empiezan a salirse de control.